# Socarnopsis karamani
Socarnopsis karamani is een vlokreeftensoort uit de familie van de Lysianassidae. De wetenschappelijke naam van de soort is voor het eerst geldig gepubliceerd in 2003 door Ortiz, Garcia-Debras & Lalana.